# Tërni
Tërni (albanska: Tërni, serbiska: Trn) är en by i Kosovo. Den ligger i kommunen Ferizaj. Enligt den senaste folkräkningen år 2011 fanns det 1 138 invånare.

## Demografi
| Demografi    | 2011 |
| ------------ | ---- |
| albaner      | 1137 |
| odeklarerade | 1    |